# Pachtvertrag (Deutschland)

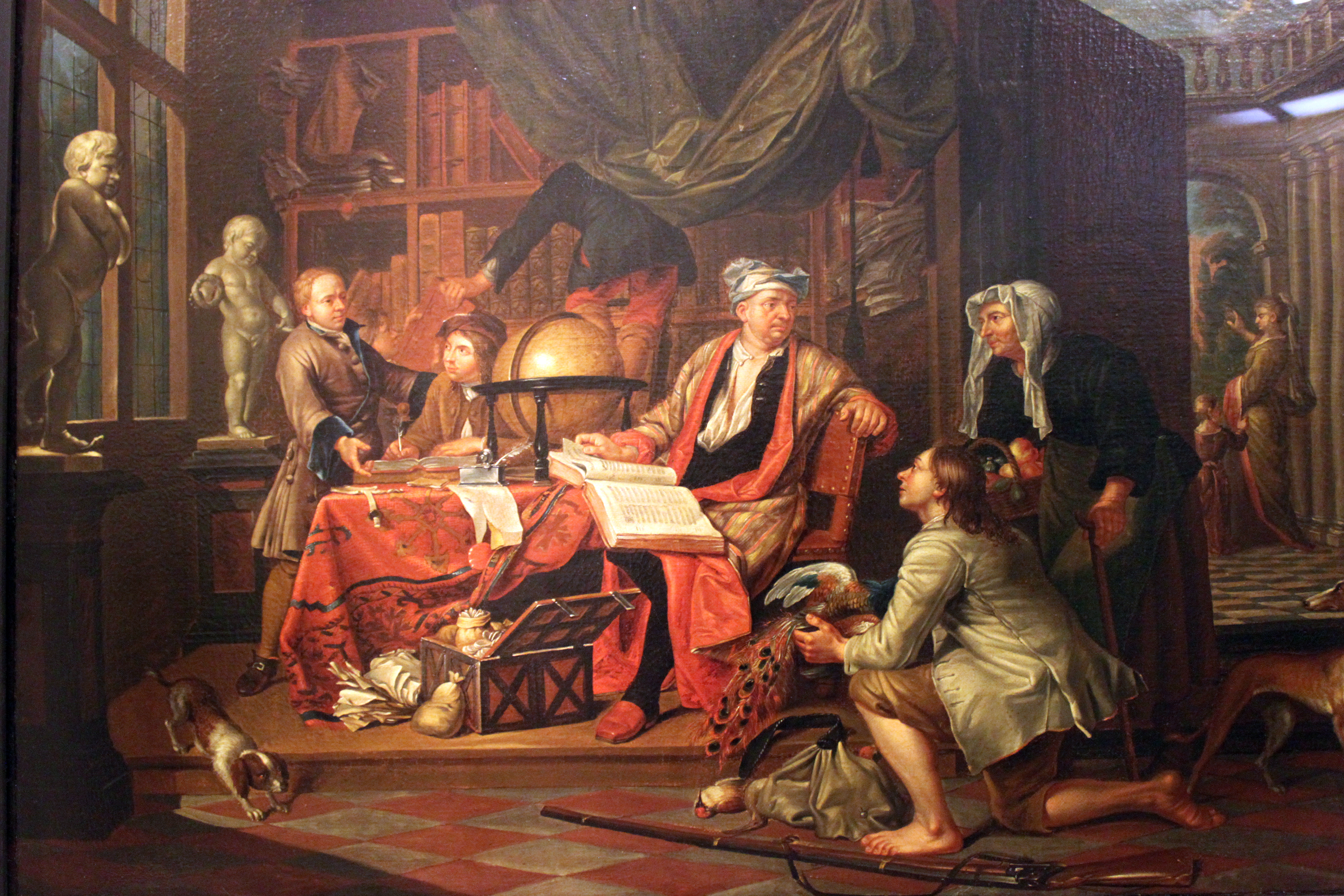
Peter Jakob Horemans, 1767: Bauern liefern dem Grundherren einen Pachtzins in Naturalien ab, Deutsches Historisches Museum Berlin

Der Pachtvertrag ist ein gegenseitiger Vertrag, in dem der Verpächter dem Pächter einen Pachtgegenstand zum Gebrauch und zur Fruchtziehung überlässt. Der Pächter hat dem Verpächter als Gegenleistung den Pachtzins zu entrichten. Gegenstand des Pachtvertrags kann sowohl eine Sache als auch ein Recht sein.

## Gesetzliche Regelung
Der Pachtvertrag ist in Deutschland in den Vorschriften der §§ 581–597 BGB geregelt (Pacht:  §§ 581 ff. BGB, Landpacht: §§ 585 ff. BGB).
Das Pachtrecht verweist in § 581 Abs. 2 BGB auf die Vorschriften des Mietrechts, soweit es sich nicht um eine Landpacht handelt oder sich aus den Vorschriften des Pachtrechts Abweichungen ergeben.
Bei bestimmten Pachtgegenständen sind neben den zivilrechtlichen Vorschriften des Bürgerlichen Gesetzbuchs noch spezielle Vorschriften anwendbar, wie das Bundeskleingartengesetz bei der Pacht von Kleingärten, das Bundesjagdgesetz bei der Pacht einer Jagd oder die Fischereigesetze der Länder bei der Fischereipacht.

## Abgrenzung zum Mietvertrag
Der Pachtvertrag ist insbesondere vom Mietvertrag nach §§ 535 ff. BGB abzugrenzen. Der Mietvertrag hat zum Gegenstand die Überlassung von Sachen zum Gebrauch. Wesensmerkmal des Pachtvertrages ist aber, dass der Pächter auch zur Fruchtziehung berechtigt ist. Weiterhin kann Gegenstand eines Pachtvertrages, nicht aber eines Mietvertrages, auch ein Recht sein.

## Typische Anwendungsfälle
- Pachtverträge finden in der Gastronomie und der Landwirtschaft (hier als Landpacht) Anwendung.
- Es können auch Sachgesamtheiten gepachtet werden, wie beispielsweise Unternehmen als Unternehmenspacht.

## Pflichten des Verpächters und Pächters
Die Pacht ist ein Dauerschuldverhältnis, das durch Ablauf der vereinbarten Dauer oder durch Kündigung beendet wird.
Der Verpächter muss dem Pächter die Sache oder das Recht zum Gebrauch und zur Fruchtziehung überlassen.
Der Pächter muss dafür die vereinbarte Pacht („den Pachtzins“) entrichten. Der Pachtzins kann auch als Anteil am Naturalertrag ausgestaltet sein.
Für den Fall, dass der Pächter die Sache nicht bei Beendigung des Pachtvertrages zurückgibt, kann der Verpächter nach § 584b BGB die vereinbarte Pacht anteilig als Mindestschaden geltend machen.

## Pfandrecht
Zur Sicherung seiner Forderungen gegen den Verpächter besitzt der Pächter ein Pfandrecht aus der Pacht nach § 583 BGB.
Der Verpächter hat seinerseits zur Sicherung seiner Forderungen gegen den Pächter ein Pfandrecht an den vom Pächter eingebrachten Sachen nach § 581 Abs. 2 BGB iVm §§ 562 ff. BGB. Für die Landpacht ist das Pfandrecht des Verpächters in § 592 BGB geregelt.

## Kündigung
Auf die Kündigung sind die Vorschriften des Mietrechts nach § 581 Abs. 2 BGB anwendbar. Für die Kündigungsfrist gilt jedoch die spezielle Vorschrift des § 584 BGB, wonach eine Kündigung mit sechsmonatiger Frist zum Ende des Pachtjahres zulässig ist.
Für den Landpachtvertrag sieht § 564a BGB eine einjährige Kündigungsfrist vor.

## Pachten von Bodenflächen in der DDR
In der DDR war es möglich, Bodenflächen zu pachten und darauf Bauwerke zu errichten. Mit dem Schuldrechtanpassungsgesetz können die Bauwerke 2022 in das Eigentum des Grundstückseigentümers übergehen.

## Steuerpflicht
Soweit der Verpächter den Pachtgegenstand in seinem steuerlichen Privatvermögen hält, sind die Einkünfte als Einkünfte aus Vermietung und Verpachtung zu versteuern.

Befindet sich dagegen der Pachtgegenstand im Betriebsvermögen, sind die Einkünfte als Gewinneinkünfte zu versteuern.